# اسمالینگرلاند
شهر اسمالینگرلاند (به هلندی: Smallingerland) در فریسلانت در کشور هلند واقع شده‌است. جمعیت این شهر ۵۴٫۹۶۲ نفر  است.